# Leptogium asiaticum
Leptogium asiaticum är en lavart som beskrevs av P. M. Jørg. Leptogium asiaticum ingår i släktet Leptogium och familjen Collemataceae.   Inga underarter finns listade i Catalogue of Life.